# Vilar de Besteiros
Vilar de Besteiros é uma povoação portuguesa do Município de Tondela que foi sede da extinta Freguesia de Vilar de Besteiros, freguesia que tinha 11,77 km² de área e 893 habitantes (2011), e, por isso, uma densidade populacional de 75,9 hab/km².
Com a reorganização administrativa de 2012, a Freguesia de Vilar de Besteiros foi agregada à Freguesia de Mosteiro de Fráguas para criar a União das Freguesias de Vilar de Besteiros e Mosteiro de Fráguas.
Vilar de Besteiros integrou até 1836 o concelho de Besteiros, entretanto extinto. 

## População
| População da freguesia de Vilar de Besteiros | População da freguesia de Vilar de Besteiros | População da freguesia de Vilar de Besteiros | População da freguesia de Vilar de Besteiros | População da freguesia de Vilar de Besteiros | População da freguesia de Vilar de Besteiros | População da freguesia de Vilar de Besteiros | População da freguesia de Vilar de Besteiros | População da freguesia de Vilar de Besteiros | População da freguesia de Vilar de Besteiros | População da freguesia de Vilar de Besteiros | População da freguesia de Vilar de Besteiros | População da freguesia de Vilar de Besteiros | População da freguesia de Vilar de Besteiros | População da freguesia de Vilar de Besteiros |
| -------------------------------------------- | -------------------------------------------- | -------------------------------------------- | -------------------------------------------- | -------------------------------------------- | -------------------------------------------- | -------------------------------------------- | -------------------------------------------- | -------------------------------------------- | -------------------------------------------- | -------------------------------------------- | -------------------------------------------- | -------------------------------------------- | -------------------------------------------- | -------------------------------------------- |
| 1864                                         | 1878                                         | 1890                                         | 1900                                         | 1911                                         | 1920                                         | 1930                                         | 1940                                         | 1950                                         | 1960                                         | 1970                                         | 1981                                         | 1991                                         | 2001                                         | 2011                                         |
| 969                                          | 996                                          | 922                                          | 912                                          | 942                                          | 959                                          | 998                                          | 1 078                                        | 1 162                                        | 1 038                                        | 992                                          | 991                                          | 900                                          | 931                                          | 893                                          |

No censo de 1864 figura Vilar
| Distribuição da População por Grupos Etários | Distribuição da População por Grupos Etários | Distribuição da População por Grupos Etários | Distribuição da População por Grupos Etários | Distribuição da População por Grupos Etários | Distribuição da População por Grupos Etários | Distribuição da População por Grupos Etários | Distribuição da População por Grupos Etários | Distribuição da População por Grupos Etários | Distribuição da População por Grupos Etários |
| -------------------------------------------- | -------------------------------------------- | -------------------------------------------- | -------------------------------------------- | -------------------------------------------- | -------------------------------------------- | -------------------------------------------- | -------------------------------------------- | -------------------------------------------- | -------------------------------------------- |
| Ano                                          | 0-14 Anos                                    | 15-24 Anos                                   | 25-64 Anos                                   | > 65 Anos                                    |                                              | 0-14 Anos                                    | 15-24 Anos                                   | 25-64 Anos                                   | > 65 Anos                                    |
| 2001                                         | 133                                          | 122                                          | 488                                          | 188                                          |                                              | 14,3%                                        | 13,1%                                        | 52,4%                                        | 20,2%                                        |
| 2011                                         | 134                                          | 72                                           | 447                                          | 240                                          |                                              | 15,0%                                        | 8,1%                                         | 50,1%                                        | 26,9%                                        |

Média do País no censo de 2001:  0/14 Anos-16,0%; 15/24 Anos-14,3%; 25/64 Anos-53,4%; 65 e mais Anos-16,4%
Média do País no censo de 2011:   0/14 Anos-14,9%; 15/24 Anos-10,9%; 25/64 Anos-55,2%; 65 e mais Anos-19,0%

## Património
- Lagar do Fial
- Solar ou Casa de Vilar
- Igreja de São João Batista (Vilar de Besteiros)
- Gravuras rupestres da Idade do Bronze no Fial
- Mamoas do período neolítico no Salgueiro
- Menires do outrora Cromeleque da Tapada